# Daxi (sockenhuvudort i Kina, Jiangxi Sheng, lat 28,59, long 116,70)
Daxi är en sockenhuvudort i Kina. Den ligger i provinsen Jiangxi, i den sydöstra delen av landet, omkring 80 kilometer öster om provinshuvudstaden Nanchang. Antalet invånare är 29 403. Befolkningen består av 13 891 kvinnor och 15 512 män. Barn under 15 år utgör 24,0 %, vuxna 15-64 år 69 %, och äldre över 65 år 6,0 %.
Runt Daxi är det tätbefolkat, med 442 invånare per kvadratkilometer. Närmaste större samhälle är Yugan, 12,0 km norr om Daxi. Trakten runt Daxi består till största delen av jordbruksmark.
Genomsnittlig årsnederbörd är 2 308 millimeter. Den regnigaste månaden är juni, med i genomsnitt 395 mm nederbörd, och den torraste är oktober, med 33 mm nederbörd.